# Dan Scanlon

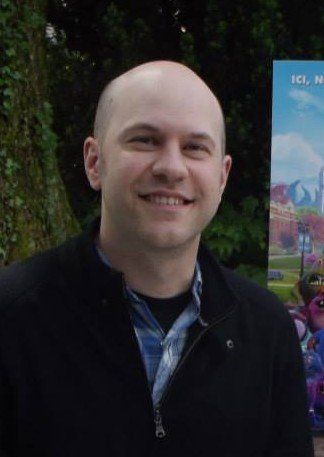
Dan Scanlon (2013)

Dan Scanlon (* 21. Juni 1976) ist ein US-amerikanischer Storyboardkünstler und Regisseur.

## Leben
Dan Scanlon wuchs in Michigan auf.
1998 machte er einen Bachelor-Abschluss am Columbus College of Art and Design.
Er entwickelte Storyboards für die Filme Arielle, die Meerjungfrau 2 – Sehnsucht nach dem Meer und 101 Dalmatiner Teil 2 – Auf kleinen Pfoten zum großen Star!.
Seit 2001 arbeitet er für Pixars und war für die Filme Cars und Toy Story 3 als Storyboarder tätig. Er war Co-Regisseur des Kurzfilms Hook und das Geisterlicht und  inszenierte den Film Die Monster Uni (2013).
Scanlon lebt mit seiner Frau in San Francisco.

## Filmografie
Regisseur
- 2009: Tracy
- 2013: Die Monster Uni (Monsters University)
- 2020: Onward: Keine halben Sachen (Onward)

Animator
- 2000: Joseph – König der Träume (Joseph: King of Dreams)

Storyboards
- 2000: Arielle, die Meerjungfrau 2 – Sehnsucht nach dem Meer (The Little Mermaid II: Return to the Sea)
- 2003: 101 Dalmatiner Teil 2 – Auf kleinen Pfoten zum großen Star! (101 Dalmatians II: Patch’s London Adventure)
- 2006: Cars

Schauspieler
- Tracy